# Rosalba stigmatifera
Rosalba stigmatifera är en skalbaggsart som först beskrevs av Thomson 1868. Rosalba stigmatifera ingår i släktet Rosalba och familjen långhorningar.
Artens utbredningsområde är:
- Panama.
- Venezuela.

Inga underarter finns listade i Catalogue of Life.